# トクト県
トクト県（トクトけん、モンゴル語: ᠲᠣᠭᠲᠠᠬᠤ
ᠰᠢᠶᠠᠨ、Toɣtaqu siyan）は、中華人民共和国内モンゴル自治区フフホト市に位置する県。
県名は元末の宰相トクトに由来する。明朝から農業を主としており、主要農産物はクコ、フェンネル、ブドウ、赤唐辛子、コイ等。避暑地としても有名。

## 行政区画
- バルガス（鎮）
  - 双河鎮
  - 新営子鎮
  - ウーシン・バルガス（五申鎮）
  - タビン・ゲル・バルガス（伍什家鎮）
  - 古城鎮